# سيليو
سيليو (بالفرنسية: Celio) هي من أهم الشركات والعلامات الفرنسية للملابس الجاهزة الرجالية، بمقاييس عالمية. أسست هذه العلامة التجارية من قبل مارك ولوران غروسمان.

## التاريخ
في بداية الحرب العالمية الثانية، كان عمر موريس غروسمان حوالي عشرة سنين، وعن وصوله لسن الثانية عشر نقل إلى المستشفى ليعالج ساقه المجروحة، وسمح له هذا من الهروب من النفي، خلافا لوالديه وأخواته الثلاثة وأخيه الذين نفوا إلى معسكر درانسي قبل أن يبعثوا إلى معسكر أوشفيتز بيركينو.

عند تحرر فرنسا في أواخر الحرب العالمية الثانية، كان عمره حوالي خمسة عشر سنة، فنقل إلى الميتم تابع للمساعدات الحكومية الفرنسية، وبعد ذلك إستقبلته خالته عندها. ثم وبعد زواجه، فتح متجرا صغيرا للملابس الجاهزة سماه «كليو 3000».

و في 1978، قرر استبدال اسم محله إلى «سيليو». 

فيما بعد، التحق إبنيه مارك ولوران بأبيهم، وتم فتح مقر ثاني لهم سنة 1985.

### التسلسل الزمني
- 1978 : إنشاء شعار سيليو في شرع سانت لازار في باريس.
- 1985 : فتح متجر ثاني لسيليو مع إبنيه مارك ولوران غروسمان.
- 1986 : سيليو تطلق حملة لمنافسة مراكز التسوق.
- 1992 : سيليو تفتح محلها المئوي في فرنسا، وبدأت تدرس في فتح محلات أخرى لها في العالم وبدأت بأوروبا.
- 1993 : أول عملية بيع حر في بيروت في لبنان.
- 1996 : فتح أول محل ذو مساحة 1000 متر² أمام قصر غارنييه في باريس.
- 1999 : سيليو تفتح أول متجر لها في إيطاليا وتثبت بصمتها في التجارة الإيطالية عبر شعارها ""سيليو، هي الرجل!"".
- 2002 : افتتاح المتجر الرئيسي (فلاغ شيب) في شارع الشانزلزيه في قلب العاصمة الفرنسية باريس.
- 2004 : دول الشرق تستقبل أول متاجر سيليو في المنطقة.
- 2005 : مارك ولوران غروسمان يقومان باشتراء 51% من رأس مال شركة جينيفر التي تملك 350 متجر حول العالم.
- 2006 : أول متجر تخزين في فرنسا، وتنمية متواصلة في التجارة الخارجية.
- 2007 :
  - تم تجاوز حاجز 300 متجر في فرنسا، وأصبحت الشركة تحمل 600 متجر في 40 دولة في العالم.
  - إطلاق مفهوم جديد للشركة داخل المدن: وهي «سيليو كلوب» وهي مخصصة لبعض أركان المتاجر العادية.
  - إطلاق «شوبنبويز» وهي تتعامل مع عارضي الأزياء المشهرين.
- 2008 : وصول علامة سيليو إلى الهند بتعاون مع شركة تجارية (شركة محاصة).
- 2009 : إطلاق (e-boutique) وهو الشراء عن بعد عبر الإنترنت.
- 2010 : سيليو تتجاوز حاجز 1000 متجر (منهم النصف في فرنسا) موزعين على 70 دولة في العالم.

## أرقام في 2011
- تجاوز حاجز 1000 متجر في العالم، موزعين على 70 دولة، ومنهم حوالي النصف في فرنسا.
- 415 متجر سيليو، و 66 متجر سيليو كلوب (أكتوبر 2011).
- تثبيت الشعار في حوالي 70 دولة، أي على خمس قارات.
- أكثر من 6001 رجل وامرأة يعملون تحت غطاء سيليو في العالم.
- 3500 موظف في سيليو.
- أربعة مجموعة في السنة، 500 نموذج لكل مجموعة.
- 800 قطعة مرسومة للنماذج المقدمة من قبل فريق سيليو.
- أربعة أشكال للتوزيع (عبر الفروع، عبر الشركات التابعة، عبر المجاهرة، وعبر المشاريع المشتركة).

## الشعارات
- 1980 : «لديك جيب تكن رجل» (T'as du pot d'être un mec).
- 1986 : «و الأزياء، أنا لا أهتم!» (!Et la mode, je m'en fous).
- 1993 : «سيليو*، كل شييء إلا الملل» (!celio*, tout sauf l'ennui).
- 1995 : تفاعلا مع الضحكة المجنونة بين بيل كلينتون وبوريس يلتسن قامت الشركة باعتماد: «كل شييء إلا الملل» (!Tout sauf l'ennui).
- 1999 : سيليو، هي الرجل! (celio* c'est l’homme).

## روابط خارجية
- (fr) الموقع الرسمي

قالب:بوابة ملابس وموضة